# Autoplusia galapagensis
Autoplusia galapagensis là một loài bướm đêm trong họ Noctuidae.